# Tronzano Lago Maggiore
Tronzano Lago Maggiore (Trunsciàn in dialetto varesotto), o brevemente Tronzano (fino al 1863), è un comune italiano di 226 abitanti della provincia di Varese in Lombardia.

## Origini del nome
Nel febbraio 1863 fu denominato Bassano di Tronzano, nel novembre dello stesso anno assunse la denominazione attuale, che viene fatta derivare dal nome latino di persona Terentius con l'aggiunta del suffisso -anus che indica appartenenza. La specifica identifica la sua collocazione geografica.

## Storia

### Simboli
Lo stemma e il gonfalone sono stati concessi con decreto del presidente della Repubblica del 15 luglio 1983.
Il gonfalone è un drappo partito d'azzurro e di bianco.

## Monumenti e luoghi d'interesse

### Architetture religiose
- Chiesa di Santa Maria Assunta
- Chiesa di San Rocco
- Chiesa di San Sebastiano
- Oratorio di Santa Maria dei Disciplinati

## Società

### Evoluzione demografica
- 323 nel 1751
- 502 nel 1805
- 744 dopo annessione di Pino nel 1809
- 386 nel 1853
- 388 nel 1859

Abitanti censiti

## Amministrazione
Tronzano Lago Maggiore fa parte della comunità montana Valli del Verbano.

## Galleria d'immagini

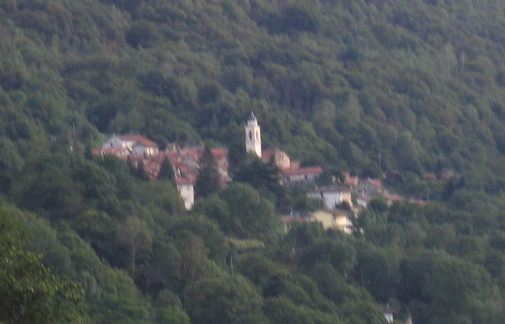
Vista da lontano
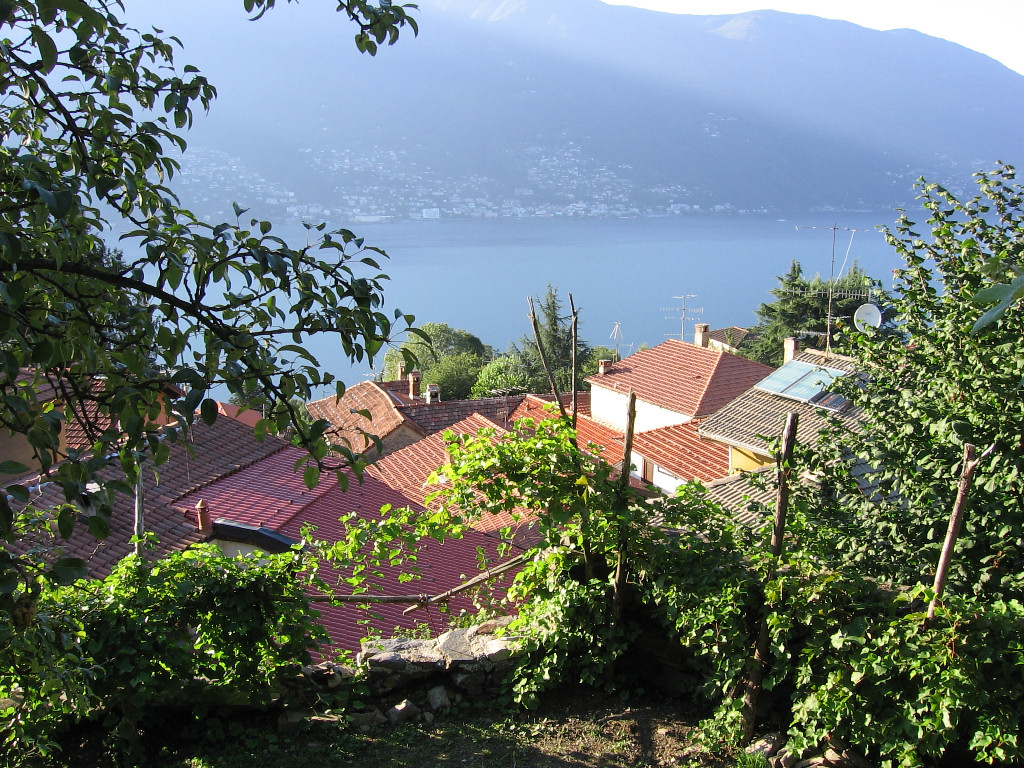
Vista da dentro l'abitato